# Jennifer Lopez: Let's Get Loud
Jennifer Lopez: Let's Get Loud é um álbum de vídeo ao vivo da cantora norte-americana Jennifer Lopez, lançado em 2003 e gravado em Porto Rico.

## Faixas
1. Program Start – 0:37
2. "Let's Get Loud" – 4:10
3. "Ain't It Funny" – 11:08
4. "Cariño" – 6:38
5. "Play" – 5:43
6. "Feelin' So Good" – 3:41
7. "I'm Real" – 4:17
8. Dancer Introductions
9. Medley:"Secretly"/"Theme from Mahogany (Do You Know Where You're Going To)" - 5:12
10. "I Could Fall in Love" – 7:01
11. "Si Ya Se Acabó" – 4:38
12. Band Introductions
13. Medley: "Waiting for Tonight"/"Walking on Sunshine" – 8:04
14. "If You Had My Love" – 7:17
15. "Love Don't Cost a Thing" – 5:58
16. "Plenarriqueña" – 5:42
17. End Credits – 6:56

## Desempenho
| Tabelas musicais (2003)                       | Melhor posição |
| --------------------------------------------- | -------------- |
| Estados Unidos - Top Music Videos (Billboard) | 5              |

| País / Certificadora  | Certificação |
| --------------------- | ------------ |
| Estados Unidos / RIAA | Ouro         |